# Giovanni Maria Benzoni
Giovanni Maria Benzoni, född 28 augusti 1809 i Bergamo, död 28 april 1873 i Rom, var en italiensk skulptör inom nyklassicismen.

## Galleri

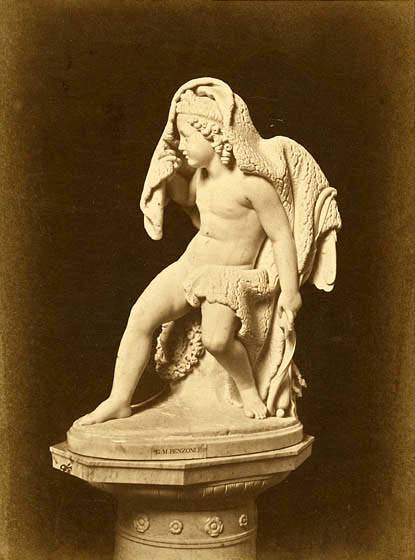
Amor
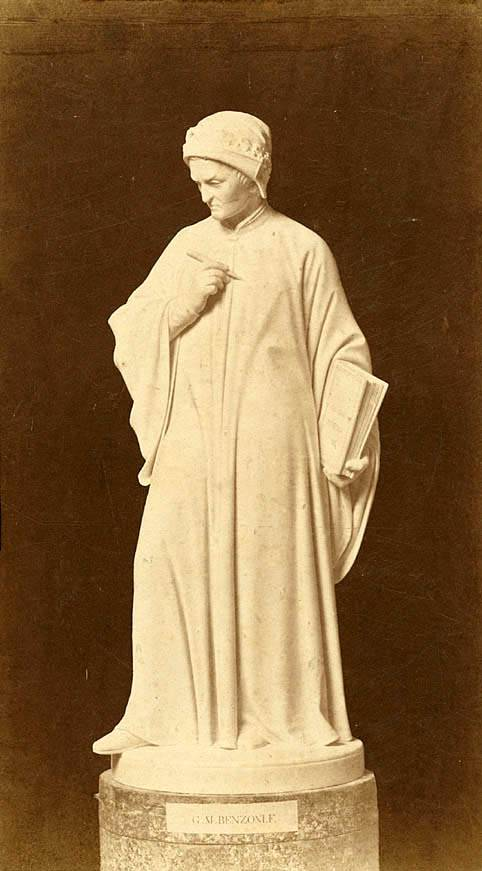
Dante
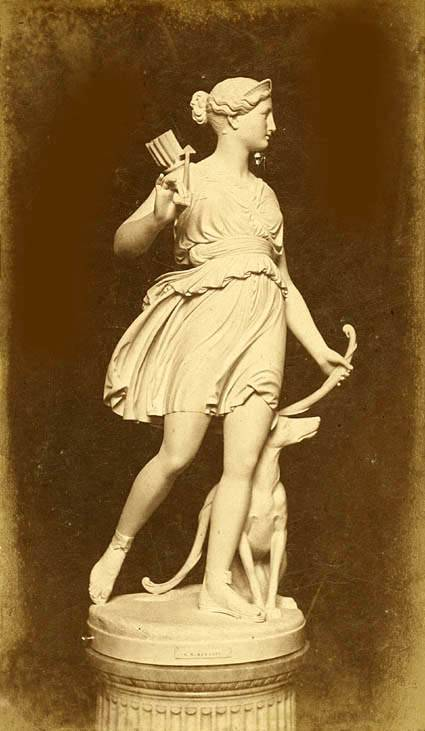
Diana